# Sopronnémeti
Sopronnémeti es un pueblo húngaro perteneciente al condado de Győr-Moson-Sopron, distrito de Csorna.

## Superficie
Cuenta con una superficie de 7,10 kilómetros cuadrados.

## Demografía
Hasta 2023 la población era de 285 habitantes, con una densidad de población de 40,14 habitantes por kilómetro cuadrado.
| Gráfica de evolución demográfica de Sopronnémeti entre 2018 y 2023 |
|                                                                    |
| Datos según la Oficina Central de Estadística de Hungría.          |